# Les Chiens de paille (film)
Pour les articles homonymes, voir Les Chiens de paille.
Pour plus de détails, voir Fiche technique et Distribution.
Les Chiens de paille (Straw Dogs) est un film américano-britannique réalisé par Sam Peckinpah et sorti en 1971. C'est une adaptation du roman The Siege of Trencher's Farm de Gordon Williams (en) publié en 1969. Le film raconte l'histoire d'un mathématicien américain et de sa femme qui, après s'être installés dans une ferme dans la campagne anglaise, se retrouvent confrontés à la violence d'un groupe d'hommes issus du village voisin. Dustin Hoffman et Susan George y tiennent les rôles principaux.
Le film fait partie, avec Délivrance de John Boorman et Orange mécanique de Stanley Kubrick, des trois films emblématiques de l'ultra-violence dans le cinéma américain des années 1970. Il fut controversé à sa sortie dans les salles, et fut censuré au Royaume-Uni.

## Synopsis
David Sumner, jeune mathématicien américain, vient habiter avec sa femme britannique Amy dans l'arrière-pays anglais, dans le petit village de Wakely dans les Cornouailles. David souhaite y travailler au calme, pour se concentrer sur ses recherches sur la structure stellaire et les mathématiques appliquées. Son arrivée n'est pas du goût de Charlie Venner, ex-petit ami d'Amy. Lui et ses amis Norman Scutt, Chris Cawsey et Phil Riddaway voient d'un mauvais œil qu'un étranger ait épousé l'une des leurs. David engage de jeunes ouvriers du village pour réparer la ferme, qui appartenait au père d'Amy. Les ouvriers, Scutt et Cawsey, finissent par tourmenter le couple non violent. Ces agressions s'intensifient lorsqu'ils attaquent la ferme après que David a pris la défense d'Henry Niles, l'idiot du village, accusé de meurtre. David met toute son intelligence au service de sa survie ; retranché dans la ferme, il élabore des pièges qui font de lui l’égal de ses assaillants.

## Fiche technique
- Titre français : Les Chiens de paille
- Titre original : Straw Dogs
- Réalisation : Sam Peckinpah
- Scénario : Sam Peckinpah et David Zelag Goodman (en), d'après roman de Gordon Williams (en), The Siege of Trencher's Farm
- Musique : Jerry Fielding
- Photographie : John Coquillon
- Montage : Paul Davies, Tony Lawson (de), Roger Spottiswoode et Bob Wolfe
- Pays d'origine : Royaume-Uni ; États-Unis
- Production : Daniel Melnick (en) et Daniel Melnick (en) et James Swann
- Sociétés de production : ABC Pictures, Talent Associates et Amerbroco Films
- Distribution :
- Format : Couleur (Eastmancolor) - 1,85:1
- Genre : thriller, drame
- Durée : 118 minutes
- Date de sortie :
  - États-Unis : 29 décembre 1971
  - France : 9 février 1972
- Classification[1] :
  - États-Unis : R
  - France : interdit aux moins de 16 ans
  - Royaume-Uni : X
- Affiche : René Ferracci (France)

## Distribution
- Dustin Hoffman (VF : Philippe Ogouz) : David Sumner
- Susan George (VF : Ginette Pigeon) : Amy Sumner
- Peter Vaughan (VF : Jean Violette) : Tom Hedden
- T.P. McKenna (VF : Philippe Dumat) : le major John Scott
- Del Henney (en) (VF : Marc de Georgi) : Charlie Venner
- Jim Norton (VF : Pierre Trabaud) : Chris Cawsey
- Donald Webster : Riddaway
- Ken Hutchison (VF : Daniel Gall) : Norman Scutt
- Len Jones (en) (VF : Pierre Guillermo) : Bobby Hedden
- Sally Thomsett (en) (VF : Janine Forney) : Janice Hedden
- Robert Keegan (VF : Claude Joseph) : Harry Ware
- David Warner (VF : Bernard Tiphaine) : Henry Niles (non crédité)
- Peter Arne (VF : Gérard Hernandez) : John Niles
- Cherina Schaer : Louise Hood
- Colin Welland (VF : Jean-Louis Maury) : le révérend Barney Hood

## Production

### Scénario
En 1970, Sam Peckinpah est proposé pour l'adaptation du roman Délivrance, ce qui sera refusé par les producteurs à la suite de dissensions avec la Warner. Finalement c'est John Boorman qui réalisera le film. Le producteur Daniel Melnick (en) lui propose alors d'adapter le roman The Siege of Trencher's Farm dont il a obtenu les droits. Les scénaristes prennent des libertés avec l'œuvre de l'auteur écossais Gordon M. Williams (en), ajoutant une scène de viol et ne gardant du texte original que l'agression du couple et le siège de la ferme. Dans une première mouture du script, les auteurs avaient fait du couple les parents d'une petite fille de huit ans tuée par un assassin d'enfants, mais sur les conseils d'Harold Pinter, Peckinpah retire cet élément de son script. Le titre Straw Dogs (Chiens de paille) est tiré d'une traduction du Tao Tö King : 

« Rudes sont le ciel et la terre qui traitent en chiens de paille la multitude d'êtres. Rude est le sage qui traite le peuple en chien de paille. »

— Lao Tseu, verset V  du Tao Tö King
Lors de la rédaction du scénario, Peckinpah prend connaissance des écrits de l'anthropologue Robert Ardrey, African Genesis et The Territorial Imperative, dont la thèse principale est que les comportements humains sont mus par des instincts animaux. Ce postulat servira de base au récit du film. Il ne s'agit pas d'un film sur l'autodéfense, mais d'un film sur une réaction instinctive aux attaques des villageois, par un homme qui au départ refuse de recourir à la violence. Ainsi le viol de la femme du professeur n'est pas le motif du déchaînement de violence de celui-ci, puisque durant tout le récit il ne sait pas que son épouse a été violée.

### Attribution des rôles
Sam Peckinpah pense pour le rôle du professeur à Jack Nicholson, Beau Bridges, Stacy Keach, Sidney Poitier ou Donald Sutherland, et pour celui de son épouse à Judy Geeson, Jacqueline Bisset, Diana Rigg, Helen Mirren, Carol White ou Charlotte Rampling, mais c'est Dustin Hoffman qui, intéressé par l'histoire, obtient le rôle, et son épouse est incarnée par la jeune actrice anglaise Susan George, contre la volonté de Dustin Hoffman qui trouvait l'actrice trop jeune pour le rôle. Le reste de la distribution est constitué d'acteurs britanniques, avec entre autres David Warner (non crédité au générique), acteur présent dans deux autres films de Peckinpah Un nommé Cable Hogue et Croix de fer. Peter Vaughan, qui joue le rôle du patriarche qui mène l'assaut contre la maison, considère avoir passé huit mois heureux à jouer dans ce film, et Peckinpah comme l'un des meilleurs réalisateurs.
Dustin Hoffman, disciple de la méthode de l'Actors Studio, a lui-même choisi les costumes, et l'allure introvertie qui correspondait à l'idée qu'il se faisait du personnage.

### Tournage
Le tournage a lieu du 7 janvier au 29 avril 1971 en Cornouailles et dans le Middlesex (Twickenham Film Studios).
L'équipe tourne en Cornouailles à l'extrême sud-ouest de l'Angleterre. Les extérieurs sont filmés dans le village de St Buryan.
Au début du tournage, le directeur de la photographie Brian Probyn est remplacé par John Coquillon. Les conditions de tournage et la pneumonie de Peckinpah, qui continue de  diriger tout en s'alcoolisant, vont rendre l'atmosphère du film difficile. Des tensions vont apparaître entre les comédiens et le réalisateur. Ainsi, Sam Peckinpah refuse d'employer une doublure pour la scène du viol avec Susan George.

### Musique
La musique du film est composée par Jerry Fielding, compositeur attitré de Sam Peckinpah, qui a composé les musiques de La Horde sauvage, Junior Bonner, le dernier bagarreur, Apportez-moi la tête d'Alfredo Garcia, et Tueur d'élite. La composition de Fielding marque une évolution dans le style du musicien, en se tournant vers un langage moderne hérité du sérialisme et de l'atonalité. La musique est marquée par son austérité, et par des références à la musique de Stravinsky et en particulier à l'Histoire du soldat.
L'album de la bande originale est éditée en disque vinyle en 1978, comprise dans une anthologie regroupant quatre musiques de films composées par Fielding : Four Film Suites, Straw Dogs, The Mechanic, Lawman, Chato's Land, dix compositions figuraient dans cet album édité par Citadel Records en 1978 (réédité par Bay Cities en 2010). La bande originale a été rééditée intégralement en 2010 par le label indépendant Intrada.
| 1.  | Prologue                                            | 1:08 |
| 2.  | Amy's Noise                                         | 0:55 |
| 3.  | Math Trick / Playing With The Help / Dinner Time    | 2:50 |
| 4.  | Peeping Toms                                        | 2:28 |
| 5.  | Don't Play Games / Window Display                   | 4:33 |
| 6.  | Dead Cat                                            | 1:25 |
| 7.  | The Man Trap                                        | 4:10 |
| 8.  | Did I Catch You Off Guard?                          | 0:44 |
| 9.  | The Hunting Party                                   | 1:47 |
| 10. | The Infamous Appassionata                           | 8:19 |
| 11. | Suffering Amy                                       | 0:30 |
| 12. | Trencher's Farm                                     | 2:01 |
| 13. | The Wakely Arms / Janice Hedden's Death             | 3:42 |
| 14. | Death Of The Major / Shotgun / David Versus Charlie | 2:27 |
| 15. | I Got 'Em All - David Verses Riddaway               | 2:22 |
| 16. | Epilogue                                            | 1:47 |

## Sortie et accueil

### Controverse
Le film provoque la controverse lors de sa sortie en 1971, principalement à cause de la longue séquence du viol qui constitue la scène centrale du film. Les critiques ont accusé le réalisateur Sam Peckinpah d'idéaliser le viol et de s'engager dans un sadisme misogyne, notamment à cause du caractère ambigu de la scène — après avoir d'abord résisté Amy semble ensuite bienveillante envers son agresseur, cependant elle ressent des flash-back traumatisants. Les défenseurs de Peckinpah affirment que la scène est sans ambiguïté, et que le traumatisme d'Amy est traité avec véracité.
Le film a suscité de vives réactions, plusieurs critiques y ont vu une conception de la violence comme une forme de rédemption, et comme la célébration fasciste de la violence et de l'autodéfense, tandis que d'autres le considèrent comme anti-violent, soulignant la fin pessimiste comme la conséquence de cette violence. Peckinpah défend son film et le présente comme une exploration, et non une approbation de la violence, où il expurge ses obsessions. Dustin Hoffman considèrerait David comme délibérément, mais inconsciemment, responsable de cette violence, son saccage homicide final étant l'émergence de son vrai "moi" ; ce point de vue n'était pas partagé par le réalisateur Sam Peckinpah.
En France, les réactions sont mitigées : si les critiques de La Croix et du Journal du Dimanche sont choqués et trouvent le film traumatisant, Télérama et Combat expriment des critiques positives. Pour le critique de Combat Henry Chapier : « Faire un film aussi dur et sanglant pour prouver qu'il y a un remède à la violence, c'est prendre le parti de faire sauter le système de l'intérieur. »

### Censure
Le studio a coupé la première scène du viol avant la sortie du film aux États-Unis, pour obtenir la classification R du MPAA.
En 1971 Les Chiens de paille est classé X pour sa sortie en salles au Royaume-Uni, et interdit aux moins de 18 ans dans la version coupée sortie en 1995. Le film gagne en notoriété en 1984 après que le British Board of Film Classification l'a interdit de sortie vidéo en application de la loi sur les enregistrements alors nouvellement introduite, à cause de la scène du viol.
En 1999, la licence pour une version vidéo partiellement coupée est à nouveau refusée au Royaume-Uni, le BBFC s'opposant à ce qu'il considère comme « l'indication claire que le personnage d'Amy apprécie de se faire violer ». Le 1er juillet 2002, Les Chiens de paille obtient finalement l'autorisation de sortie en VHS et DVD. Cette version est non censurée et inclut donc la seconde scène de viol car, selon l'avis de la BBFC, « Amy montre clairement qu'elle ne jouit pas du viol, ».
Le BBFC note aussi que :

« Les coupes faites pour la distribution américaine, destinées à réduire la durée de la séquence, ont eu paradoxalement pour conséquence d'aggraver la difficulté avec le premier viol, laissant le public avec l'impression qu'Amy apprécie l'expérience. Le Conseil a estimé en 1999 que la version pré-coupée érotisait le viol et soulevait donc des problèmes avec les enregistrements vidéo enfreignant la loi contre la promotion des activités nuisibles.
La version autorisée de 2002 est sensiblement la version originale du film non coupée, restaurant une grande partie de la seconde scène de viol dont la violence est sans ambiguïté. L'ambiguïté de la première scène de viol étant mise en contexte par ce second viol, qui rend désormais tout à fait clair que l'agression sexuelle n'est finalement pas voulue par Amy. »

### Box-office
En France, la fréquentation des salles à sa sortie atteint les 820 000 spectateurs.

## Distinctions
(en) Récompenses pour Les Chiens de paille sur l’Internet Movie Database

### Récompense
- Kansas City Film Critics Circle Awards 1971 : meilleur réalisateur

### Nominations
- Oscars 1972 : meilleure musique de film (partition originale) pour Jerry Fielding
- Fotogramas de Plata 1972 : meilleur acteur étranger pour Dustin Hoffman

## Vidéographie

### VHS
- Les Chiens de paille version française, édition Antares Travelling 1991.

### DVD
- Straw dogs, Région 1 (États-Unis et Canada), Criterion 2004 (version remastérisée en 2 dvd avec commentaire du biographe Stephen Price).
- Les Chiens de paille, Région 2 (Europe), Aventi, Les Inrockuptibles 2007 (livret rédigé par Olivier Père).

## Remake
Un remake américain est réalisé en 2011 par Rod Lurie.